# ハンツィ空港
ハンツィ空港（ハンツィくうこう、英語: Ghanzi Airport）は、ボツワナ共和国ハンツィ地区の区都ハンツィに存在する空港。首都ハボローネからは西におよそ600km、市の中心部からはおよそ1km離れている。現在定期便は就航しておらず、もっぱらチャーター便やプライベート機の使用に限られている。
1,525m (5,000ft) ×18mの滑走路は、最大全備重量が5,700kgまでの軽飛行機に対応している。 